# The Rape of Lucretia
The Rape of Lucretia (Deutscher Titel: „Die Schändung der Lucretia“) ist eine Oper in zwei Akten von Benjamin Britten. Das Libretto stammt von Ronald Duncan nach einem Schauspiel von André Obey.

## Handlung

### Erster Akt
Die römischen Generäle, die sich auf einem Feldzug gegen die Griechen befinden, haben sich in ihrem Feldlager versammelt und diskutieren über die Ehre der Frauen. Hierbei rühmt man Lucretia, die Gemahlin des Collatinus, als wohl einzige Frau in ganz Rom, die ihrem Ehemann treu ist. Der Frauenverächter Tarquinius glaubt nicht an ihre Standhaftigkeit und will sie auf die Probe stellen. Unter einem Vorwand verschafft er sich Zugang zu Lucretias Haus.

### Zweiter Akt
Tarquinius bietet all seine Verführungskünste auf, um Lucretia zu beeindrucken, erzielt aber keine Fortschritte. Daraufhin vergewaltigt er sie. Am folgenden Tag erzählt Lucretia ihrem heimkehrenden Gemahl von den Geschehnissen. Collatinus versucht auf sie einzugehen, aber er kann in seiner Frau das Gefühl der Schande nicht austilgen. Lucretia begeht Selbstmord.

## Entstehungsgeschichte
Benjamin Britten legte mit dem Werk The Rape of Lucretia seine erste Kammeroper vor, bei deren Instrumentierung er sich auf dreizehn Musiker beschränkte. Aus dem Ensemble der Uraufführung bildete sich die „English Opera Group“, die mit dem Komponisten auf Jahre hinaus eine enge Zusammenarbeit verband und für die er weitere Bühnenwerke schrieb. Musikalisch verweist die Oper durch ihre deutliche Trennung von Arioso-Partien und Rezitativen auf die Zeit des Frühbarock, die Handlungsabfolge ist von Grundelementen des epischen Theaters geprägt. Die große Passacaglia des Schlussbildes schuf Britten als Reverenz an Henry Purcell.
In der Uraufführung sang Kathleen Ferrier die Rolle der Lucretia:

„Eine Altistin als Heroine ist ungebräuchlich, doch besaß die Oper in Kathleen Ferrier eine Trägerin der Handlung, die mühelos, mit prachtvollen Stimmitteln und edlem Spiel die Tragödie zu gestalten wußte.“

## Motiv
Das Motiv der Vergewaltigung der Lucretia ist in der Bildenden Kunst vielmals verarbeitet worden, u. a. von Tizian in dem Gemälde Tarquinius und Lucretia.